# Padež (Leskovac)
Pour les articles homonymes, voir Padež.
Padež (en serbe cyrillique : Падеж) est un village de Serbie situé sur le territoire de la Ville de Leskovac, district de Jablanica. Au recensement de 2011, il comptait 27 habitants.

## Démographie
| 1948 | 1953 | 1961 | 1971 | 1981 | 1991 | 2002 | 2011 |
| ---- | ---- | ---- | ---- | ---- | ---- | ---- | ---- |
| 213  | 216  | 223  | 223  | 177  | 117  | 58   | 27   |

|  |